# お説教アイドル 叱るGENJI
『お説教アイドル 叱るGENJI』（おせっきょうアイドル しかるゲンジ）は、2011年4月8日から2014年9月19日まで朝日放送で毎月第2金曜日25:34 - 26:04（JST）に放送されたバラエティ番組。姉妹番組に『叱るJr.』がある。
番組MCは山崎弘也とおぎやはぎ（小木博明、矢作兼）の3人（毎回おぎやはぎのどちらかが出演）。

## 概要
世の中にあふれる“叱るべき出来事”を徹底的に叱り飛ばす“お説教バラエティ”。MCが往年のアイドルグループ「光GENJI」のパロディを思わせる、お説教アイドルこと「叱るGENJI」に紛して出演する。
山崎・おぎやはぎ2組でのレギュラーMCは初となる。単発では、かつてこの枠で放送されていたアンタッチャブルの冠番組『ブルブルアンタッチャブル』（第35,36回）で、療養のため休業中の柴田英嗣の代役を矢作が務めたことがあり、この共演が当番組発足のきっかけにもなっている。
内容
開始当初は、楽屋で休憩中の「叱るGENJI」（MC）のもとに彼らの後輩アイドルである「叱るGENJIセピア」のメンバー（芸人）が見つけてきたスカポンタンな“叱るべき出来事”を報告する動画添付メールが次々送られてくるという設定で、MCの2人が芸人たちによるロケVTRを見ながら叱っていくという企画がメインに据えられていた。2011年7月放送回（#4）からは、この“セピアから報告メール”はサブコーナー扱いとなり、メイン企画には毎回違う様々な企画が行われるようになった。
さらに、2012年5月放送回（#14）から大幅なリニューアルが行われ、メイン企画がゲストトークに一本化された。内容は、毎回ゲストを招いて関係者からのお説教リクエスト“お叱リクエスト”をもとにトークを展開、姉妹番組『叱るJr.』同様におぎやはぎが怒りの度合いを“いけません度判定”するというもの。番組の最後にはゲストにお叱りグッズがプレゼントされる。なお、“セピアから報告メール”のコーナーは継続。
また、リニューアルに伴い女性タレント6名からなる「叱るGENJI」の妹分「叱〜るメイツ」が登場。新レギュラーとして加わった。
ミニコーナー「真夜中のお叱り情報!」では、音楽や映画、イベントなど最新の娯楽情報を吉川麻衣子が紹介する。このほか吉川は本編にも、叱るGENJIの所属事務所社員役で出演している。
2014年9月放送回（最終回）は1時間拡大スペシャルを放送した。

## 出演
叱るGENJI
- ザーくん：山崎弘也（アンタッチャブル）
- ケンくん：矢作兼（おぎやはぎ）
- オギさん：小木博明（〃）

叱るGENJIセピア
叱るGENJIの後輩アイドル。「叱りメール」「真夜中のお叱り情報!」のコーナーに出演。叱るGENJIと直接の共演はない。
- KANEKIYO：かねきよ勝則（新宿カウボーイ）
- SUKEKICHI：末吉くん
- SAGANE：さがね正裕（X-GUN）
- LEE V：リー5世
- 岩井ジョニ男（イワイガワ）
- IJIRI：イジリー岡田
- KANATA：海原はるか・かなた
- 石沢勤（新宿カウボーイ）
- 安田大サーカス
- 桂三輝
- ヨネスケ
- GACHIMATSU：
- SHINJI：畑中真治（番組ディレクター）

叱～るメイツ
叱るGENJIの妹分。スクールメイツ風の衣装で出演。MCとゲストの後方（画面正面奥）に横3列で着席して観覧。メンバー表記は前列左→右→後列の順。
| 2012年5月・6月 - 高橋亜由美 - 原愛実 - 岡崎由佳 - 望月かおり - 佐藤さくら - 麻生英奈 | 2012年7月・8月 - 渋谷ゆり - 白沢マリナ - 長崎ちほみ - 浜崎真衣実 - 青山華佳 - 桜井未来 | 2012年10月・11月 - 一ノ瀬有莉 - 王崎まりな - 黒澤葉月 - 夏目ゆき - 平松ゆい - 松岡里英 | 2012年12月, 2013年2・3月 - ジェイミー夏樹 - 桜めい - 島村みやこ - 橋本智美 - 尾崎衣知子 - 芹澤しずか | 2013年4・5月 - ジェイミー夏樹 - 桜めい - 島村みやこ - 橋本智美 - 尾崎衣知子 - 山戸絵里子 |

| 2013年6月・7月 - 平大路えみ - 桜めい - 島村みやこ - 荒川結奈 - 尾崎衣知子 - 山戸絵里子 | 2013年8月・9月 - ジェイミー夏樹 - 桜めい - 島村みやこ - 荒川結奈 - 尾崎衣知子 - 山戸絵里子 |

### その他
- マイ：吉川麻衣子 - セピア・KANEKIYOの彼女で、叱るGENJIファン。シャイニーズ事務所社員。第1回からレギュラー出演。
- シャイニーズ事務所社長：SHIO（Bugs Under Groove）
- 怒るGENJI（X-GUN） - 叱るGENJIの偽者。第10回に登場。
  - ニーヤン：西尾季隆、サーくん：さがね正裕

※ゲスト出演者は放送リストを参照

## 放送リスト
- 2012年9月14日は、『第36回全英リコー女子オープンゴルフ 第2日』のため放送休止。

## 叱るJr.
『叱るJr.』（しかるジュニア）は、2011年4月8日から2014年9月26日まで朝日放送で毎週金曜日24:19 - 24:24（JST）に放送されていたミニ番組（約2分30秒）。『お説教アイドル 叱るGENJI』と同じく山崎弘也、おぎやはぎ（矢作・小木どちらか1人）が「叱るGENJI」に扮して出演する。

## 内容
視聴者から番組に寄せられた「叱るべきオモシロ投稿写真」を紹介して判定、お説教をする。『お説教アイドル 叱るGENJI』放送週は、これに代わり本編の番組予告が流される。このほか、叱るGENJIセピアや女性タレントが出演して最新グッズを紹介するインフォマーシャルやプロモーション映像による最新映画、CDの宣伝がある。
“叱るべき”判定
お説教の言葉「これは、いけませんよ」を基準に、矢作（もしくは小木）の怒りの度合いによって3段階に評価。写真の採用者には判定結果をもとに番組オリジナル「叱れるべきグッズ」がプレゼントされる（第6回から）。
| 判定                  | 叱れるべきグッズ |
| これは いけませんよ！ | 叱るコースター   |
| これは いけませんよ！ | 叱る鍋敷き       |
| これは いけませんよ！ | 叱る座布団       |

### 出演者
MC
- 山崎弘也
- おぎやはぎ（小木博明、矢作兼）
- 叱〜るメイツ（2012年5月11日 - ）

VTR出演
- 末吉くん
- 新宿カウボーイ（かねきよ勝則、石沢勤）
- 吉川麻衣子
- 藤井麻貴（2011年12月16日・23日、2012年7月6日）
- 小西香織（2012年5月4日・10月12日）
- 福原歩（2012年11月23日）
- 廣田百恵（2013年7月5日）

## スタッフ
- 構成：樅野太紀
- ナレーター：小原乃梨子、堀絢子
- 美術：森健彦
- 振付：SHIO
- CG：ダイスケジャクソン
- 美術協力：フジアール
- 技術協力：V VISION STUDIO
- AD：青木浩幸
- 演出：酒井隆茂
- ディレクター：畑中真治、大野寿之
- プロデューサー：高谷充重、佐々木聰子、寺尾光洋、小林大剛（ユーコム）、佐藤真澄、伊藤拓哉
- 制作：ABC、ユーコム

## 放送局
テレビ朝日系列地方局にて不定期で放送されているが、首都圏はテレビ朝日ではなく東京MXテレビが放送する珍しい番組である。放送日は深夜帯（24時すぎ）を含む。
- 青森朝日放送 - 「サタデーバラエティ」枠 / #11（2012年4月21日）,#12（6月9日）、#27（2014年1月9日）,#29（2月23日）
- 岩手朝日テレビ - #19（2013年4月7日）,#22（4月14日）
- 東日本放送 - #22（2013年7月23日）,#23（7月24日）,#24（7月25日）,#25（7月27日）,#26（8月31日）
- 福島放送 - 「金曜ナイトセレクション」枠 第1金曜 / #10（2012年5月4日）,#11（6月1日）,#12（7月6日）,#13（8月3日）,#14（9月7日）,#15（11月2日）,#16（11月9日）,#17（11月23日）,#18（12月7日）,#19（12月14日）
- 新潟テレビ21 - #12（2012年4月9日）、#22（2013年4月1日）,#23（4月8日）,#24（6月17日）,#25（7月23日）,#26（8月19日）、#29（2014年2月18日）
- テレビ山梨（TBS系列） - #10（2012年3月23日）,#11（3月30日）
- 東京MXテレビ（独立局） - #10（2012年6月25日）,#11（10月1日）,#12（10月8日）,#13（10月22日）,#14（10月29日）、#24（2013年9月25日）
- 山口朝日放送 - #10（2012年4月5日）,#11（4月12日）,#12（4月19日）、#22（2013年7月27日）,#23（8月16日）、#28（2014年1月8日）
- 瀬戸内海放送 - #12（2012年4月10日）,#15（8月2日）,#16（8月15日）、#23（2013年8月7日）,#27（11月7日）、#28（2014年1月9日）,#30（4月13日）
- 九州朝日放送 - #12（2012年5月25日）,#15（7月14日）
- 熊本朝日放送 - #24（2013年6月26日）,#25（8月13日）,#26（8月20日）,（10月13日）、#31（2014年4月13日）
- 大分朝日放送 - #11（2012年8月1日）,#12（8月8日）,#13（8月14日）,#18（12月2日）、#22-23（2013年4月5日）、#30（2014年4月5日）

## DVD
販売元：ポニーキャニオン 発売元：朝日放送
| タイトル                          | 発売日        | 収録内容                                                                                                 |
| 叱るGENJI The DVD Vol.01 疾走編   | 2012年3月7日  | - 叱るGENJIテーマ曲オーディション（#7） - ニセ叱るGENJI登場! かくし芸対決（#10） - 『叱るJr.』傑作選など |
| 叱るGENJI The DVD Vol.02 煌めき編 | 2012年3月21日 | - 叱るGENJI妹分オーディション（#4） - アイドル対決! ガチンコボウリング大会（#6） - 『叱るJr.』傑作選など |